# Малік Ахмад Нізам-шах I
Малік Ахмад Нізам-шах I (помер 1510) — засновник і перший султан Ахмеднагарського султанату у 1490—1510 роках.

## Життєпис
Походив з касти брагманів з Біджануггар (Південний Індостан). Син Тимапу, який потрапив у полон до бахманідського війська прийняв іслам, під ім'ям Гасана Бахрі, який згодом отримав титул маліка і посаду нізама уль-мулька. 1481 року внаслідок своїх інтриг сприяв страті Махмуда Гавана. 1482 року після сходження на трон малолітнього Махмуд-шаха стає регентом (малік наїбом) разом з матір'ю останнього. Дата народження самого Ахмада невідомо, але вже на початок 1480-х років активно допомагав батькові. Незабаром після отримання фактичної влади Маліком Гасаном Бахрі призначається тарафом (намісником) Даулатабада. Ахмад вирішив оселитися у Джуннарі. Його первісні спроби взяти на себе управління були відкинуті місцевою знатю, але він зміг після тривалої облоги захопити фортецю та місто Сунер. Використовуючи це місто, Ахмад вів військову кампанію до 1485 року, захопивши міста Чаванд, Логхур, Тунг, Коорай, Тікона, Кундхана, Пурандар, Бхороп, Джівдхан, Курдруг, Муруд-Джанджіра, Махулі та Паллі. Ахмад воював у Конкані, коли 1486 року отримав звістку про вбивство батька. Повернувшись в Джуннар прийняв батьківський титул нізам уль-мулька. Потім він вирушив до Бідару, де Махмуд-шах прийняв його і підтвердив йому володіння усім захопленим. Невдовзі також взяв титул маліка.
Успішно захищав свої володіння від нападів Касіма Баріда, вакіля і мір-джумли Бахманідського султанату. Потім за наказом останнього Джахангир-хана, тарафа Телінгани, з 3-тисячним військом захопив Пейтан і отаборився у Бінгарі. 28 травня 1490 року Малік Ахмад раптовою атакою на ворожий табір здобув повну перемогу. Невдовзі він оголосив себе султаном. Цим поклав початок офіційному розпаду Бахманідського султанату.
Ахмад Нізам-шах I побудував палац з елегантним садом у Бінгарі, пожертвувавши майнові права місцевого села як резиденцію для суфіїв та шейхів, щоб відсвяткувати перемогу.
1493 року проти султана повстав Маллік Ашруф, валі Даулатабаду, що звернувся по допомогу до берарського султана Фатхулли, гуджаратського султана Махмуд-шаха I та біджапурського султана Юсуфом Аділ-шаха. У відповідь Ахмад Нізам-шах I швидко взяв в облогу Даулатабад, але попри 2-місячну облогу, не зміг взяти фортецю.
Повернувшись до Джуннару, Ахмад Нізам-шах I 1494 року побудував нову столицю Ахмеднагар, названу на його честь. Більшість будівель було зведено протягом наступних 2 років. 1495 року уклав союз з голкондським султаном Кулі Кутб-шахом, разом з яким відбив атаку вакіля Касіма Баріда.
У 1499 році доєднався до коаліції хандеського султана Мірана Аділ-хана II і берарського султана Фатхулли проти гуджаратського султана Махмуд-шаха I і даулатабадського еміра Маліка Ашруфа. У вирішальній битві супротивникам було завдано тяжкої поразки. Малік Ашруф визнав владу Махмуд-шаха I, що призвело до повстання в Даулатабаді. Цим скористався Ахмад Нізам-шах, рушивши на це місто. Через 5 діб Малік Ашруф помер, і залога Даулатабаду капітулювала.
1503 року підтримав Алам-хана як претендента на трон Хандеського султанату. Протягом декількох військових кампаній вдалося завдати поразки султану Дауд-хану Фарукі. Проте втручання 1504 року у війну малавського султана Наср Шаха призвело до поразки ахмеднагарського війська та відступу до своїх володінь. 1508 року все ж домігся передачі влади в Хандеші Алам-хану.
Ахмад Нізам-шах вважався справедливим і мудрим правителем, також відзначалися його скромність та стриманість. Помер на початку 1510 року після нетривалої хвороби, призначивши своїм наступником малолітнього сина Бурхана.